# По ту сторону (телесериал Freeform)
«По ту сто́рону» (англ. Beyond) — американский драматический телесериал, созданный Адамом Нассдорфом. Премьера состоялась на канале Freeform 1 января 2017 года. 10 января 2017 телесериал был продлен на второй сезон.
29 марта 2018 года сериал был закрыт после двух сезонов.

## Сюжет
Холден Мэттьюс (Бёркли Даффилд) выходит из комы спустя 12 лет и обнаруживает в себе некие способности, после чего на него начинают охотиться загадочные люди. Теперь он должен выяснить, что же с ним случилось за эти годы и как выжить в мире, который существенно изменился, пока он был в коме.

## В ролях

### Основной состав
- Бёркли Даффилд — Холден Мэттьюс, 25-летний парень, который выходит из 12-летней комы и обнаруживает в себе сверхъестественные способности[4].
- Дилан Гвин — Уилла Фрост, женщина, утверждающая что знает Холдена из своего времени[5].
- Джордан Кэллоуэй — Кевин Макардл, лучший друг Холдена до комы[5][6].
- Джефф Пьер — Джефф Макардл, брат Кевина, который напал на Холдена как раз перед его комой[7].
- Джонатан Уайтселл — Люк Мэттьюс, младший брат Холдена[4].
- Майкл Макгрэйди — Том Мэттьюс, отец Холдена[5].
- Роми Роузмонт — Диана Мэттьюс, мать Холдена[5].
- Иден Бролин — Чарли Зингер, которая пробыв в коме четыре года, проснулась математическим гением. (2 сезон; 1 сезон — второстепенная роль)

### Второстепенный состав
- Эрика Александер — Тесс Шумахер, финансовый директор «Пустых Небес».
- Алекс Дьякун — Артур, дедушка Уиллы.
- Патрик Сабонгуй — Дэниел, помощник Артура.
- Чад Виллетт — пастор Иен, связанный с «Пустыми Небесами».
- Питер Келамис — человек в жёлтой куртке, который убил Кевина. Работает на «Пустые Небеса».
- Мартин Донован — Айзек Фрост, лидер «Пустых Небес» и отец Уиллы, который винит её в смерти Селесты и не хочет иметь с ней ничего общего.
- Тоби Левинс — шериф Дайтон.
- Эмилия Баранак — Джейми, знакомая Холдена, с которой он знакомится на вечеринке.

## Список эпизодов
| Сезон | Сезон | Эпизоды | Оригинальная дата выхода | Оригинальная дата выхода |
| Сезон | Сезон | Эпизоды | Премьера сезона          | Финал сезона             |
| ----- | ----- | ------- | ------------------------ | ------------------------ |
|       | 1     | 10      | 1 января 2017            | 27 февраля 2017          |
|       | 2     | 10      | 18 января 2018           | 22 марта 2018            |

### Сезон 1 (2017)
| № общий | № в сезоне | Название                                                  | Режиссёр          | Автор сценария    | Дата премьеры   | Зрители в США (млн) |
| --- | ---------- | --------------------------------------------------------- | ----------------- | ----------------- | --------------- | ------------------- |
| 1 | 1          | «Пилот» «Pilot»                                           | Ли Толанд Кригер  | Адам Нассдорф     | 2 января 2017   | 1,18                |
| Молодой человек по имени Холден просыпается после 12 лет комы и обнаруживает у себя новые сверхъестественные способности, которые навлекают на него неприятности.                                                                                          |            |                                                           |                   |                   |                 |                     |
| 2 | 2          | «Время летит» «Tempus Fugit»                              | Стивен А. Эделсон | Адам Нассдорф     | 2 января 2017   | 1,07                |
| Холден пытается забыть о странных событиях, которые он пережил и вести нормальную жизнь; он посещает колледж с Люком, но его воспоминания о Уилле вызывают проблемы. Том и Диана пытаются найти контакт со своим уже взрослым сыном.                       |            |                                                           |                   |                   |                 |                     |
| 3 | 3          | «Связующие узы» «Ties That Bind»                          | Стивен А. Эделсон | Марк Дюбэ         | 9 января 2017   | 0,60                |
| Холден соглашается на попытку узнать больше о своих новых способностях и о том, что именно с ним произошло, когда он был в коме. Постепенно он сближается с Уиллой. Человек в желтой куртке делает смелый шаг в своем стремлении добраться до Холдена.     |            |                                                           |                   |                   |                 |                     |
| 4 | 4          | «Человек в Желтом Пиджаке» «The Man in the Yellow Jacket» | Сэм Хилл          | Хиллари Бенефиел  | 16 января 2017  | 0,51                |
| Холден находит жизненно важную подсказку, когда пытается узнать больше о таинственном человеке, который его преследует. Мэттьюс расстраивается, когда Джефф продолжает появляться в их жизни. Уилла пытается помочь другому пациенту, находящемся в коме.  |            |                                                           |                   |                   |                 |                     |
| 5 | 5          | «Какая встреча» «Fancy Meeting You Here»                  | Ник Копус         | Джим Джалассо     | 23 января 2017  | 0,41                |
| Холден соглашается пойти на двойное свидание с Люком, Райли и Джейми. В неподходящий момент воспоминания наплывают и заставляют его подвергать сомнению его понимание реальности. У незнакомки Чарли есть что-то общее с Холденом.                         |            |                                                           |                   |                   |                 |                     |
| 6 | 6          | «Селест» «Celeste»                                        | Дарнелл Мартин    | Мими Вон Течентин | 30 января 2017  | 0,38                |
| Холден удивлен тому, как много он имеет общего с другой вышедшей из комы девушкой по имени Чарли. Джефф формирует непростой союз с Томом. Уилла шокирована, когда она раскрывает истоки исследований Артура. Люк сталкивается с проблемами в школе.        |            |                                                           |                   |                   |                 |                     |
| 7 | 7          | «Час волка» «The Hour of the Wolf»                        | Ник Копус         | Райан Моттсхёрд   | 6 февраля 2017  | 0,32                |
| Холден работает над тем, чтобы контролировать свои способности во время поездки с Чарли. Тесс даёт задание мужчине в желтой куртке привести Холдена в «Пустые Небеса» любыми средствами. Люк ищет ответы, чтобы объяснить беспорядочное поведение Холдена. |            |                                                           |                   |                   |                 |                     |
| 8 | 8          | «Последний киногерой» «Last Action Hero»                  | Гай Норман Би     | Элиас Бенавидез   | 13 февраля 2017 | 0,34                |
| Джефф встречает чудаковатую женщину, которая может быть единственной надеждой Холдена против мужчины в желтой куртке и «Пустых Небес». Люк рассматривает предложение от Пастора Иена. Уилла встречает Артура после того, как он просыпается от комы.       |            |                                                           |                   |                   |                 |                     |
| 9 | 9          | «Из темноты» «Out of Darkness»                            | Стивен А. Эделсон | Адам Нассдорф     | 20 февраля 2017 | 0,38                |
| Холден наконец встречает таинственного мужчину по имени Фрост и знакомится с целями Пустот. Уилла обращается к Люку и Джеффу за помощью в спасении Холдена. Диана сталкивается с сомнениями по поводу непричастности Иена к Пустым Небесам.                |            |                                                           |                   |                   |                 |                     |
| 10 | 10         | «К свету» «Into the Light»                                | Стивен А. Эделсон | Адам Нассдорф     | 27 февраля 2017 | 0,30                |
| Фрост принимает большие меры предосторожности, чтобы помочь Холдену с планом. Диана узнает про исследования Тома в Пустых небесах и то, что они хотят сделать с Холденом. Тесс пытается держать Фроста на пути, чтобы достичь Царства.                     |            |                                                           |                   |                   |                 |                     |

### Сезон 2 (2018)
| № общий | № в сезоне | Название                                                 | Режиссёр          | Автор сценария   | Дата премьеры   | Зрители в США (млн) |
| ------- | ---------- | -------------------------------------------------------- | ----------------- | ---------------- | --------------- | ------------------- |
| 11      | 1          | «Два ноля один» «Two Zero One»                           | Стивен А. Эделсон | Адам Нассдорф    | 18 января 2018  | 0,31                |
| 12      | 2          | «Ура, сучка!» «Cheers, Bitch»                            | Стивен А. Эделсон | Адам Нассдорф    | 18 января 2018  | 0,15                |
| 13      | 3          | «Это не хорошо» «No Es Bueno»                            | Ник Копус         | Марк Дюбэ        | 25 января 2018  | 0,23                |
| 14      | 4          | «Тук-тук» «Knock, Knock»                                 | Ванесса Парис     | Николь Битти     | 1 февраля 2018  | 0,23                |
| 15      | 5          | «Шесть футов в глубину» «Six Feet Deep»                  | Ник Копус         | Райан Моттсхёрд  | 8 февраля 2018  | 0,25                |
| 16      | 6          | «Столбики кровати» «Bedposts»                            | Кэрол Банкер      | Джим Галассо     | 15 февраля 2018 | 0,38                |
| 17      | 7          | «Мешать» «Stir»                                          | Доун Уилкинсон    | Хиллари Бенефиел | 1 марта 2018    | 0,23                |
| 18      | 8          | «Я кричу, ты кричишь» «I Scream, You Scream»             | Рик Бота          | Дэвид Эик        | 8 марта 2018    | 0,15                |
| 19      | 9          | «Агент Гейл Борден» «F.G.B.»                             | Стивен А. Эделсон | Адам Нассдорф    | 15 марта 2018   | 0,24                |
| 20      | 10         | «Здесь для тебя нет дома» «There's No Home for You Here» | Стивен А. Эделсон | Адам Нассдорф    | 22 марта 2018   | 0,26                |

## Производство
Телеканал Freeform (в то время ABC Family) заказал пилот в апреле 2015 года и выбрал дату выхода телесериала — ноябрь 2015. Позже было объявлено, что премьера состоится в январе 2017 года. Съёмки первого сезона закончились 10 августа 2016 года. 2 января 2017 состоялась премьера первых двух эпизодов. 10 января 2017 сериал был продлен на второй сезон, съёмки которого начались 24 апреля 2017 года.

## Отзывы критиков
Первый сезон телесериала получил смешанные отзывы кинокритиков. На сайте Rotten Tomatoes он имеет рейтинг 45 % на основе 11 рецензий со средним баллом 6,12 из 10. На сайте Metacritic телесериал имеет оценку 48 из 100 на основе 4 рецензий критиков, что соответствует статусу «смешанные или средние отзывы».